# 勝願寺 (鴻巣市登戸)

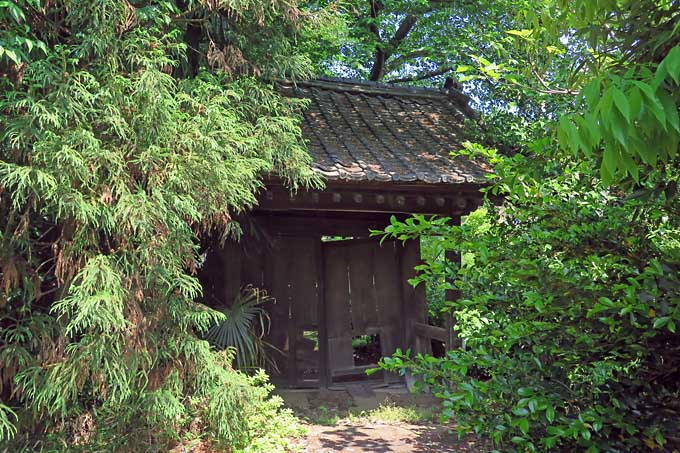
山門

勝願寺（しょうがんじ）は、埼玉県鴻巣市登戸にある新義真言宗（真言宗豊山派）の寺院である。本尊は不動明王。同市本町にある浄土宗の勝願寺と区別して登戸勝願寺とも表記される。

## 歴史

### 創建から江戸初期
鎌倉幕府第4代執権北条経時の支援を受けた浄土宗第3祖良忠が武蔵国足立郡箕田郷の登戸村に一宇を建立したのが始まりである。なお、創建の時期については『新編武蔵風土記稿』では文永年間（1264年 - 1274年）、『武蔵志』では文永元年（1264年）としている。
その後、寺は衰退し、宗派も真言宗へと改められていたが、戦国時代末期に総誉清厳（または円誉不残）によって浄土宗の寺院として再興するため鴻巣宿へ移転された。この結果、登戸の地には記主が暮らしていたという居宅のみが残され、村民の福島氏が預かることとなった。江戸時代後期に編纂された『新編武蔵風土記稿』や『武蔵志』によれば諸宗の道心坊が代わる代わる移り住んでいたとも、『道祖土氏伝記』によれば道祖土満兼が無住となっていた松岡山勝願寺に新義真言宗の僧・円慶法印を招いて住寺とし、寺名を「新願寺」と改めたとも記されている。

### 新義真言宗寺院への改宗
『新編武蔵風土記稿』によれば、こうした状況が江戸幕府第2代将軍徳川秀忠の知るところとなり、秀忠から寺領10石が寄進されて再興された。この時、居宅に滞在していた円慶が新義真言宗の僧であったことから、宗門も改められ、そのまま箕田・龍珠院（後の龍昌寺）の末として属することになったと記されている。
一方、貞享2年（1685年）に第5代将軍徳川綱吉によって発給された『登戸村勝願寺朱印状』によれば、第3代将軍徳川家光によって慶安元年（1648年）8月17日付けで最初の朱印状が発給されたと記されており、元禄15年（1702年）3月の『登戸村勝願寺明細書』によれば「家光公 慶安元年 御朱印 高拾石 寺領門前三軒有之」と記されている。
また、『鴻巣市史』によれば当寺の龍珠院の末寺昇格は、元禄16年（1703年）に箕田・満願寺の取次ぎを経て願書が提出された後のことだとしている。宝永元年（1704年）に末寺昇格を求める龍珠院の門徒・末寺34か寺の願書が江戸四箇寺に提出され、同年11月に末寺昇格が公認された。公認に際して勝願寺から龍珠院に対して祠堂金の名目で金25両が上納され、龍珠院から法流が伝授されるなどして様式が整えられた。なお、『元禄15年龍珠院配下寺院明細書』によれば新義真言宗に改宗して龍珠院の門徒となった後も本堂に阿弥陀如来、道場に不動明王といったように二つの本尊が安置されていたといい、こうした事例は、かつて浄土宗寺院であったことを反映したものと推測される。
境内には延享2年（1745年）に建立された本堂や正確な建立年次は不明の山門、南北朝時代に建立された六地蔵板碑がある。

## 伝承
その昔、当寺の山門には鎌倉時代の仏師・運慶作と伝えられる仁王像があった。仁王像はその風貌のため人々から恐れられており、子供を取り食らう「子喰仁王」と呼ばれていた。ある日、一人の子供が行方不明となり、仁王の口からその子の着物の端が垂れ下がっていた。それを人づてに聞いた住職は、仁王の首を切り取って櫃に収め、仏師に命じて代わりの首を作り替えたという。

## 文化財

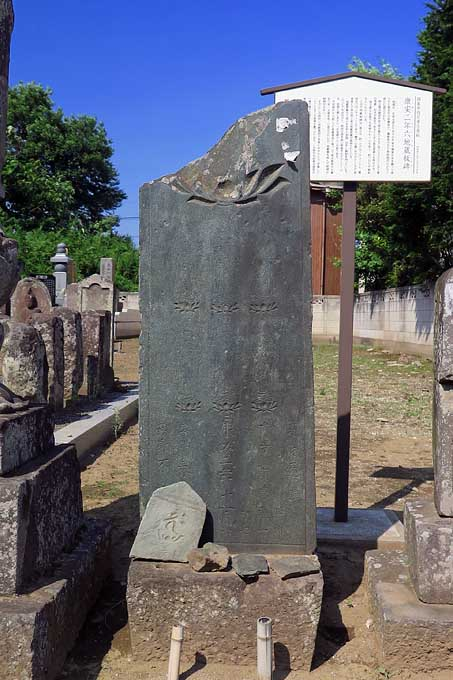
康安二年六地蔵板碑

### 市指定文化財
- 康安二年六地蔵板碑 - 康安2年（1362年）の造立された板碑[13]。塔身部に六体の地蔵菩薩が陰刻されているが、板碑に地蔵尊を刻む例は数少ないと言われている[13]。